# 都農町
都農町（日语：／ Tsuno chō */?）是位於日本宮崎縣中部的一個城鎮，屬兒湯郡。

## 历史
1977年日本國有鐵道曾在此興建磁浮列車的測試路線直線實驗線，國鐵分割民營化後由鐵道綜合技術研究所承接，整個測試案於1996年結束。
2010年3月，町內的農家經檢驗證實水牛感染口蹄疫，之後兩個月周邊區域也陸續證實有其他感染，造成2010年日本爆發口蹄疫之事件，直到7月份才確認疫情平息。

### 年表
- 1889年5月1日：實施町村制，設置都農村。
- 1920年8月1日：改制為都農町。

## 交通

### 鐵道
- 九州旅客鐵道
  - 日豐本線：東都農車站 - 都農車站

### 道路
高速道路
- 東九州自動車道：都農交流道

## 觀光資源
- 矢研瀑布：日本瀑布百選之一
- 都農神社：日向國一宮

## 教育

### 高等學校
- 宮崎縣立都農高等學校

## 姊妹、友好都市

### 日本
- 糸滿市（沖繩縣）：在二次大戰期間，糸滿市的學童被疏散至此，因此促成兩地的交流。兩地於1993年12月締結為姊妹都市。[2]
- 佐呂間町（北海道常呂郡）：兩地同為東洋輪胎的測試場地。[2]

## 外部連結
- （日語） 都農町商工會 （页面存档备份，存于）
- （日語） 都農町民圖書館 （页面存档备份，存于）